# برزويه
برزويه كان طبيبًا فارسيًّا في أواخر العهد الساساني، وتحديداً في فترة حكم كسرى الأول. عُرف بترجمته لكتاب كليلة ودمنة من اللغة السنسكريتية إلى الفهلوية الفارسية في القرن السادس الميلادي، ولكن كلاً من نسخته المترجمة والنسخة السنسكريتية الأصلية فُقدتا. قبل فقدان نسخته الفهلوية الفارسية قام ابن المقفع بترجمتها إلى اللغة العربية، والتي أصبحت أحد أهم أعمال النثر في الأدب العربي.
هناك اختلاف حول ما إذا كان برزويه هو نفسه بزرجمهر. في حين تشير مصادر بأنهما شخصان مختلفان.